# Tropical Malady
Tropical Malady (Tailandés: สัตว์ประหลาด o Sud pralad) es una película Tailandesa escrita y dirigida en 2004 por Apichatpong Weerasethakul. Se trata de una película romántica, encuadrada dentro del drama psicológico, dividida en dos segmentos: la primera parte narra la historia de amor entre dos muchachos y la segunda es una misteriosa aventura de un soldado perdido en la jungla tailandesa.
La película obtuvo numerosos premios en festivales incluido el Premio del Jurado en el Festival de Cannes de 2004. También figura entre las 100 mejores películas del siglo XXI según el ranking elaborado por BBC. Suele considerarse una película temática y formalmente innovadora y experimental.

## Sinopsis
En una época feliz, en la que el amor es algo sin complicaciones, la magia se percibe entre Keng, un soldado de la brigada forestal, y Tong, un joven campesino. Ambos mantienen una relación romántica en la que caben tardes agradables con la familia de Tong, noches en la ciudad llenas de karaoke, cibercafés o paseos en moto. 
Hasta que la vida se ve alterada por la desaparición de Tong. La leyenda dice que un chamán tiene la capacidad de transformarse en otras criaturas. En la aldea se tiene el miedo de un ser salvaje ha estado matando a las vacas. Entonces empieza la historia de Keng, el soldado, que se adentra solo en el corazón de la jungla donde los mitos a menudo se hacen realidad.

## Reparto
- Banlop Lomnoi - Keng
- Sakda Kaewbuadee - Tong
- Huai Dessom
- Sirivech Jareonchon
- Udom Promma